# Sutan Amrull
Sutan Amrull (IPA: /'suːtɒn ˈɒmruːl/) född 14 juni 1974, mer känd som Raja eller Raja Gemini, är en amerikansk makeupartist och dragqueen. Hen är mest känd för att ha vunnit tredje säsongen av RuPauls dragrace, samt sitt medverkande i TV-programmet  America's Next Top Model, där hen var programmets makeupartist i nio säsonger (från säsong 4 till och med 12). Bland Amrulls kunder finns celebriteter som Dita von Teese, Pamela Anderson, Paulina Porizkova, Iman, Tyra Banks, Iggy Azalea och Twiggy. Sedan 2009 har Amrull varit makeupartist åt Adam Lambert till affischfotograferingar, nationella liveuppträdanden och Lamberts internationella turné 2010 (Glam Nation Tour).

## RuPauls dragrace
Amrull tävlade i den tredje säsongen av RuPauls dragrace, där hen uppträdde som sin dragkaraktär Raja Gemini. Under tävlingen blev hen en del av grupperingen "The Heathers", ett namn de hämtade från kultfilmen Heathers. I säsongens sista avsnitt, efter att ha mimat för livet i en duell mot deltagaren Manila Luzon, erkändes Raja som säsongens vinnare och kröntes America's Next Drag Superstar. As part of his duties as the third season winner of Drag Race, Amrull toured the U.S. and Canada on Logo's Drag Race Tour in 2011.
Raja blev den första asiatisk-amerikanska vinnaren av dragracet, såväl som den första vinnaren att inte vara afroamerikan i tävlingen.

## Musik
I maj 2011 släppte Amrull sin första singel som Raja under titeln Diamond Crowned Queen. Singeln gick upp på Billboardlistan Hot Dance Club Songs till plats 40, med en topplacering som nummer 35. Den 21  augusti 2012 släpptes  hens andra singel "Sublime". En tredje singel, Zubi Zubi Zubi (fritt översatt till "dansa dansa dansa"), släpptes den 1 juni 2013.
Som del av gruppen The Heathers (bildad under RuPauls dragrace-säsongen) spelade Amrull och de andra medlemmarna in en version av Lady Marmalade som släpptes som download på iTunes 2014.

## Diskografi

### Singlar
| Titel                                                                                        | År   | Listplacering | Album                    |
| Titel                                                                                        | År   | US Dance      | Album                    |
| -------------------------------------------------------------------------------------------- | ---- | ------------- | ------------------------ |
| "Diamond Crowned Queen"                                                                      | 2011 | 35            | Ingår inte i något album |
| "Sublime"                                                                                    | 2012 | —             | Ingår inte i något album |
| "Zubi Zubi Zubi"                                                                             | 2013 | —             | Ingår inte i något album |
| "Cholita"                                                                                    | 2015 | —             | Ingår inte i något album |
| "—" markerar en inspelning som inte nådde topplistan eller som inte släpptes i den regionen. |      |               |                          |

## Filmografi
- The Young and Evil (2008)
- TupiniQueens (2015)[14] [15]